# ヴィッラ・サン・セコンド
ヴィッラ・サン・セコンド（伊: Villa San Secondo）は、イタリア共和国ピエモンテ州アスティ県にある、人口約400人の基礎自治体（コムーネ）。

## 地理

### 位置・広がり

#### 隣接コムーネ
隣接するコムーネは以下の通り。
- カステッラルフェーロ
- コルシオーネ
- コッソンブラート
- フリンコ
- モンテキアーロ・ダスティ
- モンティーリオ・モンフェッラート
- トンコ

#### 地震分類
イタリアの地震リスク階級 (it) では、4 に分類される
。